# Lekkoatletyka na Letnich Igrzyskach Olimpijskich 1932 – rzut młotem mężczyzn

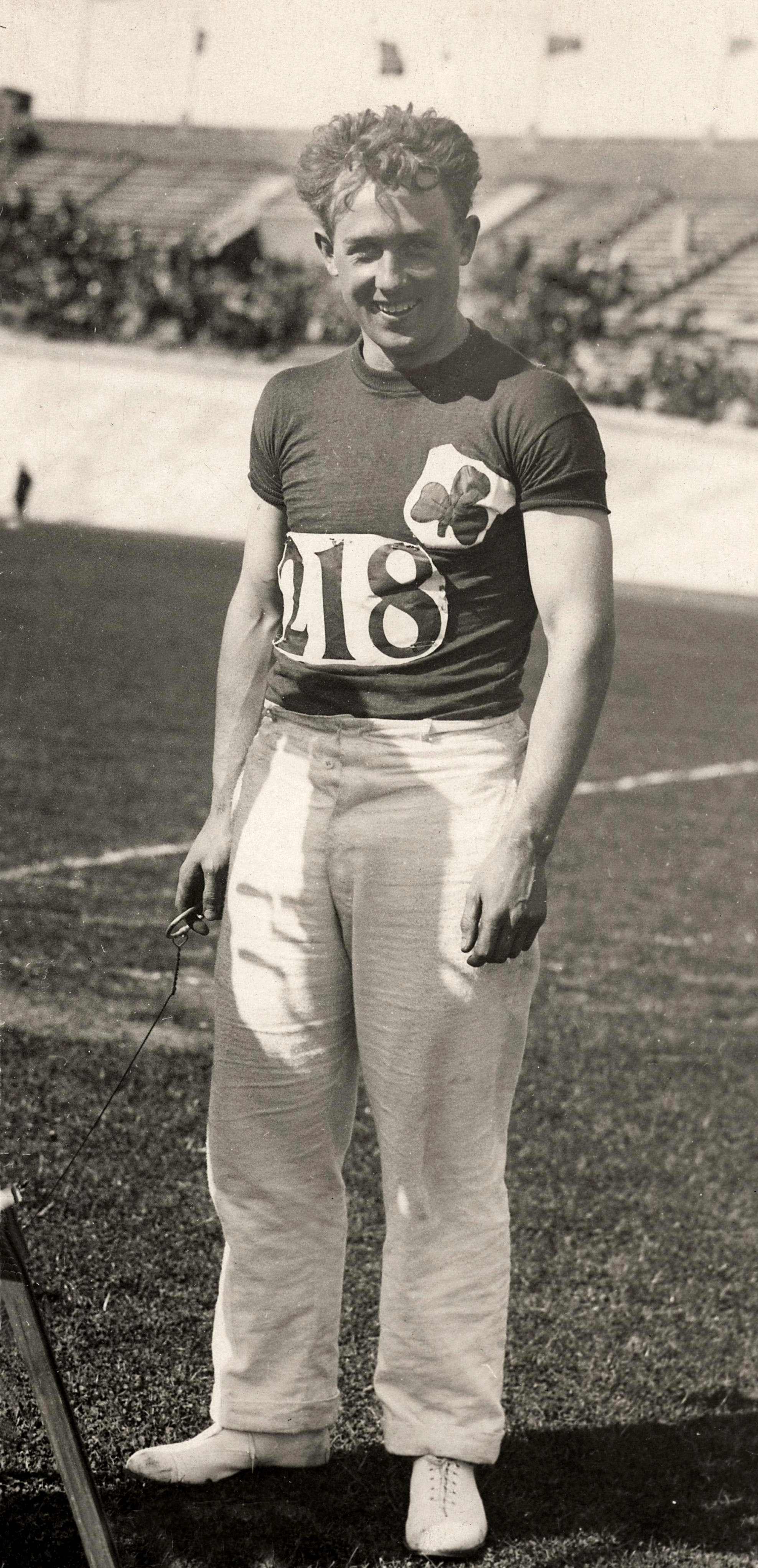
Pat O’Callaghan

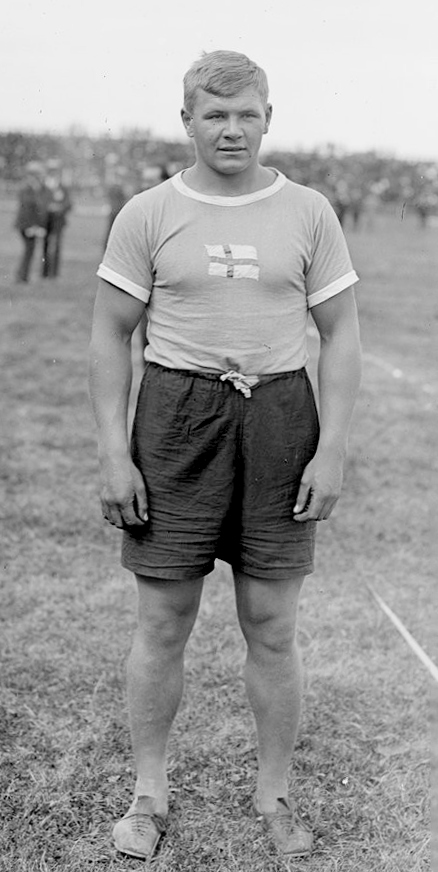
Ville Pörhölä

Rzut młotem mężczyzn był jedną z konkurencji rozgrywanych podczas X Letnich Igrzysk Olimpijskich. Rozegrano od razu finał 1 sierpnia 1932 roku na stadionie Los Angeles Memorial Coliseum w Los Angeles. Zwyciężył Pat O’Callaghan z Irlandii, który tym samym obronił tytuł zdobyty na poprzednich igrzyskach. Wystąpiło 14 zawodników z 9 krajów.

## Rekordy
|                   | Zawodnik     | Wynik | Miejsce   | Data                  |
| ----------------- | ------------ | ----- | --------- | --------------------- |
| Rekord świata     | Patrick Ryan | 57,77 | Nowy Jork | 17 sierpnia 1913(dts) |
| Rekord olimpijski | Matt McGrath | 54,74 | Sztokholm | 14 lipca 1912(dts)    |

## Terminarz
| Data            |       | Godzina |
| --------------- | ----- | ------- |
| 1 sierpnia 1932 | Finał | 14:30   |

## Wyniki

### Finał
| Poz. | Zawodnik          | Reprezentacja     | Próby | Próby | Próby | Próby | Próby | Próby | Wynik |
| Poz. | Zawodnik          | Reprezentacja     | 1     | 2     | 3     | 4     | 5     | 6     | Wynik |
| ---- | ----------------- | ----------------- | ----- | ----- | ----- | ----- | ----- | ----- | ----- |
| 1.   | Pat O’Callaghan   | Irlandia          | 47,76 | 52,21 | 50,87 | 51,81 | 51,85 | 53,92 | 53,92 |
| 2.   | Ville Pörhölä     | Finlandia         | 51,27 | 52,27 | x     | x     | 50,86 | 51,76 | 52,27 |
| 3.   | Peter Zaremba     | Stany Zjednoczone | 50,33 | 47,67 | 50,16 | x     | x     | x     | 50,33 |
| 4.   | Ossian Skiöld     | Szwecja           | 49,25 | 47,95 | 48,39 | 47,84 | 48,08 | 48,75 | 49,25 |
| 5.   | Grant McDougall   | Stany Zjednoczone | 48,36 | 49,02 | x     | 49,12 | x     | 48,79 | 49,12 |
| 6.   | Federico Kleger   | Argentyna         | 42,57 | 45,77 | 48,33 | x     | x     | 47,79 | 48,33 |
| 7.   | Gunnar Jansson    | Szwecja           | 47,33 | x     | 47,79 |       |       |       | 47,79 |
| 8.   | Armando Poggioli  | Włochy            | 44,25 | 45,47 | 46,90 |       |       |       | 46,90 |
| 9.   | Fernando Vandelli | Włochy            | x     | 43,42 | 45,16 |       |       |       | 45,16 |
| 10.  | Yuji Nagao        | Japonia           | 43,41 | x     | x     |       |       |       | 43,41 |
| 11.  | Francisco Dávila  | Meksyk            | x     | 38,92 | 44,51 |       |       |       | 41,61 |
| 12.  | Masayoshi Ochiai  | Japonia           | x     | 38,70 | 41,00 |       |       |       | 41,00 |
| 13.  | Carmin Giorgi     | Brazylia          | 35,49 | 36,45 | x     |       |       |       | 36,45 |
| –    | Frank Conner      | Stany Zjednoczone | x     | x     | x     |       |       |       | NM    |